# メトロイドフュージョン
『メトロイドフュージョン』（Metroid Fusion）は2002年11月15日に任天堂から発売された、ゲームボーイアドバンス用アクションゲーム。メトロイドシリーズの第4作目。シリーズの時系列としては『メトロイド アザーエム』と『メトロイド ドレッド』の間にあたる。日本では2003年2月14日に発売された。
2011年12月16日には、ニンテンドー3DS本体を同年8月10日の値下げ以前に購入したユーザー向けの措置「アンバサダー・プログラム」の一環としてニンテンドー3DS用バーチャルコンソールの配信が行われ、2014年4月30日にはWii U用バーチャルコンソールとしても配信された。その他、翻案作品として漫画がある。

## システム
ゲームシステムは基本的に前作を踏襲しているが、本作独自の変更点も存在する。
初代からスーパーに至るまで作中では文章による説明がほとんどされなかったが、本作では多く取り入られると共に、表示される文章の内容を「子供に分かりやすい内容で、文字をひらがな・カタカナを多く使用し漢字を極力使用せず、用語の意味をカッコ内で説明するコドモ向け」「作品のシリアスな雰囲気に合わせて難しい表現を多用する大人向け」の2種類、またゲームの難易度もイージー、ノーマル、ハードの3種類から選択することが出来る（ハードはノーマルクリア後）。これらのシナリオイベントシーンではタイムアタックにおける時間は経過しない仕様となっている。「コドモ向け」の難易度の1つである「やさしい」は日本語版のみであり、さらにクリア後はギャラリーモードが追加され、選択した文章モード・難易度・エンディングまで要した時間・アイテム回収率によってギャラリーモードの絵が少しずつ解禁されていく。また、日本語版のみ「コドモ向け」の一枚絵は当時『月刊マガジンZ』で連載していたサムスの過去に関する漫画を元にしており、イラストも同漫画を執筆した石川堅二が担当している。
本作では敵を倒して擬態を解除した「X」を入手（吸収）することでエネルギーおよびミサイルなどが回復するようになっており、Xは吸収しないとあちこち動き回り、最終的にはマップ外へ逃げ出したり、再度別の生物に擬態してしまう。また倒して吸収したとしても、しばらくするとどこからともなく別個体のXが飛来し生物に擬態する。
サムスの潜在能力の取得も、本作は人類の施設内の出来事であるためアイテムの入手場所としての鳥人像は一切登場せず（Xの擬態による敵として登場はする）、元々所持していた能力を特殊なXを吸収して覚醒させる、もしくはデータルームと呼ばれる施設で能力データをダウンロードすることで入手出来るものになっている。
ステージの舞台は、宇宙ステーションのブロック区域に分けられた様々な環境エリアであり、基本的にナビゲーションルームと呼ばれる施設から各エリアの指令を受け取って物語を進行していく。行動が全てプレイヤーの考えに依存していた前作とは異なり、指令によって次に何を実行するべきなのか明確になるため、メトロイドを初めてプレイする初心者に配慮された仕様となっている。
クリア後には「ギャラリー」が追加される（全部で13種類あり(海外版では5種類あり)、全て手に入れるとギャラリーの両端に★が付く）、ノーマルクリア後に「ハード」が追加される。難易度、タンク回収率、クリアタイムによってパターンが異なる。

## キャラクター・用語
各詳細はメトロイドシリーズ#設定の項も参照。
サムス・アラン
銀河連邦からも依頼が舞い込む凄腕の女性バウンティハンターであり、シリーズの主人公。本作冒頭ではかつて惑星SR388に足を運んだ経験を買われ、バイオテクノロジー企業B.S.L.の警護を依頼される。その際謎の寄生生命体Xに中枢神経を冒されてしまい、帰還中に意識不明の状態となる。コントロールを失ったスターシップはアステロイドベルトに突入、自動的に脱出装置が作動したものの、スターシップは大破してしまった。
メトロイドワクチンで一命を取り留めるが、応急処置としてパワードスーツの部品の大部分をX諸共切除された事で能力の殆どを喪失してしまう。回復後は、B.S.L.で起こった謎の爆発事故に言い知れぬ不安を感じて自ら調査を申し出る。その際、メトロイドワクチンの投与によりメトロイドと同じようにXを吸収し取り込むことができるようになり、唯一Xに対抗できる存在となっていたサムスは、新たなスターシップを銀河連邦に提供してもらい、Xとの戦いに身を投じる事となる。
なお本作で投与されたメトロイドワクチンは、その後の時系列である『メトロイド ドレッド』において重要なキーアイテムとなる。
銀河連邦政府
各惑星の代表で構成され、銀河系社会を統治する巨大組織。本作ではB.S.L.に惑星SR388の調査を依頼した後、B.S.L.で起きた謎の爆発事故の原因を調べる際、サムスに新しいスターシップを、搭載された知能（AI）コンピューターの命令に従って行動することを条件に提供、さらにサムスに以前の装備を解析・データ化して転送する事でバックアップを行う。しかし、次第にある計画が露見し始め、やがてサムスへの支援を絶ってしまう。
アダム
今回の任務でサムスに指令を行うスターシップの知能（AI）コンピューター。平坦な口調だが分析・判断能力に優れる。銀河連邦本部からの指令を伝達する他、B.S.L.の施設を一部操作する事もできる。ただし自分を搭載しているスターシップの操作はできず、マニュアル操作が必要となる。
元々はこのコンピューターに名前は無かったのだが、後述のアダム・マルコビッチに思考や雰囲気が似ていたことから、サムスがモノローグで彼を「アダム」と呼び始めた。
思考や雰囲気が似ている原因は、このコンピューターの思考回路のモデルが当のアダム・マルコビッチであるため。彼の優れた分析・判断能力に着目した銀河連邦が、彼の思考をモデルにこのコンピューターを制作した。
物語が進行するにつれ、銀河連邦政府との関係も含めて様々な確執が生まれ、サムスの方も「アダムはただ任務を遂行するだけの機械のような人ではない」と感じ始めていたが、ある時点から流れは一変しサムスに「自身も生き残ることも可能な最良の方法」を提示して事態の解決を導くこととなった（この時一度だけアダム本人が言っていた「異論は無いな? レディー」（コドモ向けモードでは「わかったな? レディー」）という言葉を発している）。サムス本人はこの奇妙な再会に複雑な気持ちを抱いていたようである。
『ドレッド』にも引き続き登場し、サムスに指示を与えていく。また本作を通して「アダム」という名前が完全に定着しているようである。
アダム・マルコビッチ
サムスが銀河連邦軍に在籍していた頃の上司であり、友人でもあった人物。サムスと絶対的な信頼を持ち、任務発令の際には必ず「異論は無いな? レディー（コドモ向けモードでは「わかったな? レディー」）」とあえてサムスの神経を逆なでするような言葉で同意を得ていた。後にある任務で、サムス1人を残して帰らぬ人となる（彼の殉職については「行くべき者が行き、残るべき者が残る」という判断に基づく）。詳細は『メトロイド アザーエム』も参照。
バイオロジック宇宙生物研究所（Biologic Space Laboratories/B.S.L.）
銀河連邦の依頼を請け負うバイオテクノロジー会社、およびその研究所である巨大宇宙ステーション。隕石の内部をくり抜いて作られている。ステーションの各セクター内部にはあらゆる生物に適した様々な自然環境が再現されており、主に惑星ゼーベスや惑星SR388の生物が飼育・研究されている。なお、施設の最下層には惑星1つを消し去る程の威力を持つ自爆装置・反物質爆弾が取り付けられている。
銀河連邦政府の依頼でメトロイド絶滅後の惑星SR388の生態系調査のため、原生生物に擬態したXとXが寄生した状態のパワードスーツの部品を持ち込んでしまい、研究員と飼育された生物が全滅するという悲劇に見舞われた。
銀河連邦政府はこの施設でベビーメトロイドから増殖させたメトロイドのクローンたちを極秘裏に研究していた（前述の自爆装置も、この研究の存在を隠蔽するためのものである）。最終的にサムスがステーションの推進装置の軌道を変更し、惑星SR388に衝突後、自爆装置が作動し惑星ごと消滅した。
ダチョラ&エテコーン
前作『スーパーメトロイド』で登場した惑星ゼーベスの原生生物。どちらも知能は高く、かつてサムスに対してダチョラはシャインスパーク、エテコーンたちはキッククライム（壁蹴り）のヒントを教えていた（前作で特定のことをすると爆発する惑星ゼーベスから任意で脱出させることができる）。
経緯は不明だがB.S.Lに保護され居住エリアで飼育されており、奇跡的にXの侵食を免れていた。対面時にはサムスの事を覚えている様子が窺えるが、その直後は姿をくらませてしまう。その後は自力でサムスのスターシップに辿り着き、アダムにXではないことを確認された後「唯一の生存者」として保護される。そして最終的には意外な活躍を見せる。
X（X-parasite）
惑星SR388に元来生息していたとされるゲル状の寄生生命体。黄・緑・青（『フュージョン』のみ登場）・オレンジ（『ドレッド』のみ登場）・赤の5色と、刺々しい外殻を持つ大型のコアXが存在している。見た目からは想像出来ないほど知能がある（B.S.L.の施設や機器の用途を理解して、自身に有益かつサムスに対する妨害行為を行うなど）。空中を浮遊しながら他の生物の体内に浸透・寄生して分裂・増殖すると共に、最終的に寄生した生物を殺害。その際に得たDNA（遺伝子）情報などを基にその生物そっくりに擬態する能力を持つ。
この擬態能力は生物の形質・容姿を真似るだけでなく、寄生元の生物が所持していた能力・技術、知識や記憶など後天的な学習要素も正確に模写可能であり、さらにX同士が所持している情報を合成したり、遺伝子情報を自ら組み換えて自己強化（進化）することも出来る。それにより、天敵であるメトロイドの性質を持つサムスを惑星SR388に寄らせずB.S.L.内部で排除するため、得た情報をもとに冷気を弱点とするサムスの現在の状態から自ら周囲環境の冷気を吸収内包するように体質を変化させ、自ら吸収されることでダメージを与えられるようにしたり（逆に耐性を得たことを知ると、他のXに情報を伝達させ退避する）、B.S.L.の自爆システムを利用して自分達が自ら犠牲となってでも確実にサムスを仕留めようとする。
ただし、擬態自体は完璧ともいえるものだが、複数の遺伝子を取り入れた結果、オリジナルの生物には通用しなかった攻撃が通用するようになってしまう、窮地に陥るなどして擬態が不安定になってしまう、といった弱点もある。さらに、相手に対抗するために複数の生物の遺伝子を混ぜ合わせ、様々な生物が無秩序に混ざり合った醜悪な形態に変異した結果、身体の巨大化と引き換えに攻撃パターンの単純化を招き、結果的に弱体化するという本末転倒な結果に終わる事例もある。
いずれも、その行動の原理は至って動物的な本能に依存しており、どのような生物に擬態、知識・情報の獲得をしてもただ種を増やす欲求が常に優先されるため、感情や理性と言った「心」を模写することは決してない。作中のサムスの見解では「Xは、どのような組織であってもとても共存や制御が出来るものではなく、捕獲を試みようものならXは逆にその文明を奪い取って宇宙中に進出、複製したXの軍勢による宇宙規模のバイオハザードを引き起こしてしまう」と推測していた。
最初にXを発見したのは惑星ゼーベスの鳥人族だった。脅威的な擬態・自己増殖能力を有益なクローン技術に悪用するような独裁者の出現を銀河社会に危惧した鳥人族は、秘密裏にメトロイドを創造してXを殲滅しようとした。しかしメトロイド根絶後、それを知らない銀河連邦政府の依頼によってB.S.Lに、原生生物に擬態したXとXが寄生した状態のパワードスーツの部品が持ち込まれてしまい、本作の大事件を巻き起こした。
本作で惑星SR388ごと根絶されたと思われたが、その後の時系列である『ドレッド』において再び登場。『メトロイドII（サムスリターンズ）』の出来事よりも前に、惑星ZDRに鳥人族の兵士に擬態して入り込んでいたことが発覚する。
SA-X（Samus Aran-X）
サムス・アランに寄生した際に得たDNA（遺伝子）情報と切り取られたパワードスーツの部品のバイオ素材から得た情報を基に、ベストコンディションのサムス・アランに擬態した最強のX。寄生元の生物の生存を許さないXの生存本能と天敵のメトロイドの存在を感知したため、サムスを周到に付け狙う。後に、アダムはXの自己増殖能力によって少なくとも10体にまで増殖していると推測していた（実際、劇中においてSA-Xが一体消滅するものの、引き続き別個体のSA-Xが登場している）。
能力を喪失する以前の完全なサムスに擬態しているため、基本的にダメージを与えることが出来ない他、Xに対する耐性と同時に、メトロイドの低温に弱い体質をも受け継いでしまったサムスにとって、アイスビームは凍結して動けなくなってしまう上に致命打となる。そのため、対抗する術を持たない内は追跡を振り切るまで逃げ続ける以外に対処法が存在しない。基本的に視界内に入ると攻撃し追跡してくる。SA-Xが現れる場面の大半では隠れられる場所があり、上手く隠れられれば回避できるが、１カ所だけ必ず発見されて追われる場面がある。
当初は銀河連邦政府も、Xの危険性を危惧して唯一Xに対抗できるサムスに協力を惜しまなかったが、鳥人族の懸念通り連邦政府の上層部はX、特にSA-Xの可能性に惹かれ、Xを研究材料にしようと捕獲を断行する。サムスはこれを阻止するため自らの命と引き換えにB.S.L.を自爆させようとするが、アダムの意外な指令によって最終ミッションに進んで行く。
名称はアダムいわく「Samus Aran X（サムス・アランのX）」の頭文字から。

メトロイド（Metroid）
惑星SR388に生息していた浮遊生命体であり、生命エネルギー吸収能力を持つ。過去にサムスによって唯一懐かれたベビーメトロイドを除き根絶された。今作にて初めて、メトロイドの製造目的が「唯一Xに対抗できる天敵」として鳥人族が創造したと判明した。
『スーパー』にてベビーメトロイドが死亡したことで完全に絶滅したが、研究のため保管されていたベビーメトロイドの細胞組織から対X用のワクチンが作製されたことで、サムスはメトロイドの体質を部分的に受け継ぐ形で九死に一生を得る。結果的にメトロイドという痕跡は、サムスに融合する形で残ることとなった。
惑星SR388（Planet SR388）
辺境に存在する未開の惑星。かつて鳥人族はこの惑星に生息するXを根絶するためメトロイドを育成していた。一時期はメトロイドがXを捕食して食物連鎖の頂点に君臨していたが、サムスがメトロイドを絶滅させてしまったため、再度Xが繁殖する事になってしまった。
最終的にB.S.L.を衝突させ、自爆装置を起爆させたことで爆散、消滅する。
名前の由来はヤマハ発動機の「SR400」にちなむ。

## 舞台（B.S.L）

### 主な施設
電源がダウンしている場合はハッチが起動せず、ほぼ全ての施設が使用できない。
スターシップ
大破した旧スターシップに代わる、銀河連邦政府から支給された紫を基調としたサムス専用のガンシップ。現在までの行動記録（データ）のセーブ、パワードスーツのエネルギー・ミサイル・パワーボムを最大値まで全回復することができる。また、指令を受けたり、確認したりすることもできる。
ナビゲーションルーム
スターシップのコンピューター（アダム）にアクセスできる部屋。主に指令の説明などが行われ、ナビゲーションルームにアクセスしないと一部を除き他の部屋に移動する事ができない。基本的に施設の各所に設置されており、共通して全てのセクターの入り口には下記の2部屋が併設されている。
セーブルーム
現在までの行動記録（データ）をセーブすることができる。
リチャージルーム
サムスのパワードスーツのエネルギー・ミサイル・パワーボムを最大値まで全回復する事ができる。
データルーム
銀河連邦本部から転送されてくる支援データをダウンロードする部屋。進行上、大半がXに破壊されてしまう。
エレベーター
メインデッキや各セクター間を移動する基本手段。トラブルにより使用不能、または途中で停止してしまう場合もあるが、エレベータ以外にもセクター間を移動する方法は存在する。
セキュリティルーム
出入り口（ハッチ）のセキュリティロックを制御する部屋。XやSA-Xの侵入を許すことに繋がるため迂闊に解除することはできず、治安上の理由からエリアマップに正確な位置を示すこともできないが、探索によって自然と辿り着くこととなる。
ハッチはレベル0（白色）→レベル1（青色）→レベル2（緑色）→レベル3（黄色）→レベル4（赤色）の計5つが存在しており、0を除いたそれぞれのレベル毎にセキュリティルームは存在する。

### エリア
メインデッキ
6つのセクターの上部に存在する基本的なエリア。
ドッキングベイ
スターシップが停泊するエリア。
特別保管庫
惑星SR388で捕獲した原生生物と、Xに寄生されたサムスから切り取られたパワードスーツの部品が保管されていたエリア。後にSA-Xのパワーボム起動により爆発事故が発生してしまう。
冷凍保管庫
冷凍保存されたリドリーの死骸（ミイラ）が存在するエリア。
メインエレベーター
各セクターの中継エリア。個々のセクターそれぞれへのエレベーターが存在する。
オペレーションデッキ
B.S.L.の軌道変更用の推進装置が存在するオペレーションルーム。
居住デッキ
B.S.L.の研究員（スタッフ）が生活するエリア。ダチョラとエテコーンもここで生活していた。

中央動力炉
B.S.L.の中枢、6つのセクターの中心部に存在するステーション全域に電力を供給する施設。メインサイロはメインデッキ・セクター2と接続しており、緊急時の補助電源もここに存在する。
極秘エリア（シークレットラボ）
B.S.L.の最深部に存在する研究施設。セクター1・6と接続しており、銀河連邦政府指導のもと極秘裏にメトロイドの研究が進行していた。サムスのセキュリティ解除により侵入が可能となり、後から侵入したSA-Xがメトロイド排除のため施設を攻撃し、自身とメトロイド諸共シークレットラボを自爆させた。
付近には、惑星ゼーベスの要塞中枢（ツーリアン）に近い外見の区間も存在する。
セクター1-SRX
惑星SR388の生態系を再現したエリア。元来メトロイドやXが生息していた環境であり、エリア上部は主に惑星SR388の原生生物が飼育・研究されている（一部全く関係ない生物も存在する）。
メインデッキで増殖した最初のXが侵入後空調システムを暴走させた結果（自分たちに適した環境を得るため）、Xの爆発的な増殖を許すこととなった。
そもそも本物が目の前にある惑星SR388の環境を再現したセクター1の存在に、当初はサムスも少なからず疑問を抱いていた。後にエリア下部がシークレットラボと接続しており、そこで極秘裏に増殖したメトロイドをこのセクターの環境で成長させるためだったことが判明する。
セクター2-TRO
熱帯の生態系を研究するエリア。非常に広い区域で各所にジャングルのような植物が生い茂っており、エリア上部は主に熱帯地域特有の生物が多数飼育・研究されている。なお、ここで飼育されているゾーロは物語の進行によって幼虫→蛹→成虫のキハンター星人まで成長する。
レベル1のセキュリティルームが存在する他、比較的湿気の多いエリア下部がB.S.Lの中央動力炉と接続しており、そこに根を張り巡らせていたカラームツーターの、Xによる侵食拡大によって施設のメインサイロ（電源）停止の原因となってしまった。
名前の由来は熱帯を意味する「トロピカル（Tropical）」から。
セクター3-PYR
高温地帯の生態系を研究するエリア。エリア上部は砂漠地域、エリア下部は超高温の溶岩地域を再現しており、高温地帯に適応した生物が多数飼育・研究されている。一部の部屋は高熱のため、バリアスーツがない状態で立ち入るとダメージを受ける。
レベル2のセキュリティルームが存在する他、最深部にはエリアの温度調節用のボイラー室と、他のセクターに悪影響を及ぼさないために冷却装置が設置されており、このボイラー及び冷却装置に異常が発生するとエリア内の温度が急上昇し、B.S.Lの自爆装置に引火してしまう危険性がある。
名前の由来は炎・熱などを意味する接頭辞「パイロ（Pyro）」から。
セクター4-AQA
水中の生態系を研究するエリア。エリア上部は水槽のような機械的な構造が目立つが、エリア下部は海底のような構造になっており、水辺や海底に生息する水棲生物が多数飼育・研究されている。
SA-Xが施設を破壊してXの侵入を促した結果エリア全域が水没した状態となっており、更に飼育エリアから脱走したイシュタルが暴れた影響で切れた配線が剥き出しになり、エリア上部の水中に超高電圧の電流が漏電している。
また、レベル4のセキュリティルームが存在するが、最高レベルであるため他のセクターから侵入しない限り到達する事はできない。なお、このセクターのエレベーターのみ左側に出入り口がある（他は右側）。
名前の由来は水を意味する「アクア（Aqua）」から。
セクター5-ARC
低温地帯の生態系を研究するエリア。機械的なエリアの大部分が氷点下を保持しており、低温地帯に適応した生物が飼育・研究されている（これらは低温環境下でしか生きられない訳ではない）。
サムス・アランに対する防衛本能により低温地帯の環境下に適応・進化した青色Xが登場する。また、レベル3のセキュリティルームが存在するが、超低温の区間内に存在するためサムスの進入はバリアスーツを得るまで見送られる事となる。
2度目に到着した際はXが擬態したナイトメアが暴れた影響でエリア上部が壊滅状態となり、氷が解けた結果、隣接するセクター4の破損などと相まって一部が水没してしまう。
名前の由来は北極を意味する「アークティック（Arctic）」から。
セクター6-NOC
暗闇の生態系を研究するエリア。別名「暗黒セクター」と呼ばれており、湿気の多い暗所（洞窟）に生息する狭道棲生物が多数飼育・研究されている。視界が非常に悪く、一部浸水したエリアも存在する。
セクター5から侵入した青色Xも登場する他、セクターの最深部は極秘エリアのシークレットラボに接続しており、ボクス撃破後は速やかに立ち去るよう厳令する場面がある。
名前の由来は夜を意味する接頭辞「ノク（Noc）」から。

## ボスキャラクター
本作ではイージーモードの場合一部の攻撃を使用しない等、難易度によってボスの行動パターンが一部変化する。ボスのほとんどはサムスが持っていた能力のいずれかと類似した攻撃手段を持っている。
コアX（Core-X）
無数のXが集合した大型個体。刺々しい高硬度の外殻に覆われている。ビーム攻撃を無効化（その代わり回復・補充用のXを複数体放出する）し、ミサイル攻撃でのみダメージを与えることができる。
所持している能力に応じて体色が異なる他、特殊能力を所持しているタイプとビーム能力を所持しているタイプの計2種類が存在する。
特殊能力を所持しているタイプは空中を早いスピードで浮遊し、外殻を使った体当たりを行うことが唯一の攻撃手段である。全身が弱点で、ダメージを受けるごとに外殻の色が青緑→黄→赤と変化する。ダメージを受けた時は一定時間点滅し無敵状態となる。難易度が高いほど無敵状態が長い。
ビーム能力を所持しているタイプは体当たりを行わず、サムスに向かって一直線にじわじわと迫りながら能力に応じたビームを撃ってくる、ビーム攻撃時に露出する目のような感覚器が弱点。攻撃した瞬間、または感覚器を露出してしばらく経つとビームを発射してくるので、攻撃時間合いを取る必要がある。
本作のボスは一部を除きこのコアXが擬態した大型生物であり、最終的にコアXが擬態していた生物の能力を吸収する事で、該当能力に対応する喪失していたパワードスーツの潜在能力を覚醒する事ができる。
マルカラ（Arachnus-X）
惑星SR388に生息しているアルマジロのような大型生物。まだB.S.Lで飼育されている生物の生体情報を入手していなかったXが、過去に入手していた遺伝子情報から擬態した。オリジナルのマルカラは無毛の赤い体色をしていたが、今作のマルカラはXの擬態による影響か緑色の毛が生えた外見となっている。
身体を丸めた（モーフボール）突進攻撃や剛腕から放たれる衝撃波、口から放出する火炎放射で攻撃するが、後背部の外殻に対して柔らかい腹部が弱点となっている。なお、『メトロイドII』ではボム能力以外に有効なダメージを与えることができなかったが、本作では全ての攻撃（といってもビームとミサイルのみだが）でダメージを与えることができる。
鳥人像（1回目）
鳥人族のDNA（遺伝子情報）を操作して誕生した人造生命体。惑星SR388に存在したアイテム防衛用の個体にXが擬態していた。詳細はメトロイドシリーズ#設定の項も参照。
元々鳥人像は高い戦闘能力を誇るが、この個体は戦闘開始後すぐに擬態を解除してチャージビーム能力を所持したコアXが直接戦闘を行う。アイテムまで正確に再現したが、そもそも鳥人像に擬態し、すぐに擬態を解除した理由は不明。
ザザビー（Pogo）
セクター2-TROで飼育・研究されていたプランクトンのような大型生物。細長い半透明な身体に巨大な単眼と5本の触手を持つ。
高い跳躍能力（ハイジャンプ）を持ち、相手の頭上に覆いかぶさる形で下部の口から獲物を丸呑みにする。高硬度の外皮は全ての攻撃を受け付けないが、捕食時に口の真下から直接内蔵組織を攻撃する事でダメージを与える事ができる。また、一定のダメージを受けるたびに体の節が一段ずつ減っていき、移動スピードがアップするうえ口の大きさが小さくなって内蔵組織に攻撃を当てにくくなる。
イシュタル（Serris)
セクター4-AQAで飼育・研究されていたウミヘビのような大型水棲生物。定期的に巣に帰る習性を持ち、当初はSA-Xが飼育施設を破壊して脱走を促したと思われていたが、オリジナルはすでにXが捕食しており、実際はXが擬態した個体が暴れていた。
並外れた破壊力と水中を超高速移動する能力（スピードブースター）を持ち、攻撃能力は体当たりのみだが、弱点の頭部にダメージを受けると一定時間無敵状態となり、移動速度が更に加速する。水上の小さな足場と天井の梯子と水中で戦うため戦闘時は一定の移動パターンを把握する必要がある。なお、水中の特定個所に安全地帯が存在する。
ボクス（B.O.X.）（1回目）
セクター3-PYRに出現した節足動物のような大型警備ロボット。6か所の歩行ユニットと火器を搭載した中央の生体制御装置で構成されている。警備ロボットとあるが、暴走状態にあり、サムスを見つけた直後に襲いかかってくる。
巨体を活かした突進やジャンプ攻撃の他、左右に火柱を発生させる焼夷爆弾で攻撃する。弱点は中央のコアユニットだが、ある程度ダメージを受けると逃亡してしまう。
バリアコアX（Mega Core-X）
セクター6-NOCに出現した強化型コアX。サムス・アランに対する防衛本能により、バリアスーツデータを自らの意思でダウンロード（吸収）した結果、通常のコアXに比べて外殻が肥大化している。
擬態していないため弱点は全身だが、周囲には小型のコアXがバリアのように旋回しており攻撃・防御の両方に利用している。また、通常のコアXとは逆にミサイル攻撃を無効化し、チャージビーム攻撃でのみダメージを与える事ができる。ある程度ダメージを受けると、大きさが小さくなり元のコアXに戻ってしまう。
オペレーター
B.S.Lの研究員に擬態したX。サムス・アランに対する防衛本能により、このオペレーターの知識を利用してセクター3-PYRの冷却装置を停止する事で、B.S.Lの自爆装置に引火させ施設諸共サムスを倒そうとしていた。
戦闘能力が皆無であるため、セクター1-SRXに出現した鳥人像と同様、接触・攻撃するとすぐに擬態を解除してワイドビーム能力を所持したコアXが直接戦闘を行う。
ゲドゥ（Yakuza）
中央動力炉に出現したクモのような大型生物。禍々しい頭部に強靭な顎と5つの複眼が特徴。元々はセクター2-TROの生物と推測される。
壁面を左右に反射するように移動して口から発射する火炎と前脚で掴み直接捕食する攻撃を行うが、高硬度の外皮に対して柔らかい口腔内が弱点となっている。ある程度ダメージを受けると全ての脚が除去されるが、今度は空中を回転ジャンプ（スペースジャンプ）しながら弾を吐き出して攻撃する第2形態に移行する。
鳥人像（Nettori）（2回目）
セクター1-SRXのものとは別個体の鳥人像。これはセクター2-TROを覆いつくし、更に中央動力炉のメインサイロ（電源）を機能停止に追い込んだカラームツーターの寄生源となっている個体。Xの擬態により寄生能力が強化されており、特にTROのフロア半数に根を張り巡らせている。
自身は移動手段を持たないが、フィールド上部のツボミから独特の軌道で降下する花粉弾が、フィールド下部には落ちてきたサムスを直接捕食する肉食植物「サムスイーター」がそれぞれ攻撃を行う。ある程度ダメージを受けると上半身が破壊され内部の循環機構が露出するが、その際は蕾は枯れ、プラズマビームを発射して攻撃する第2形態に移行する。コアXの擬態は寄生源の鳥人像であり、これを破壊するとカラームツーターなどがすべて活動を停止し、各フロアから消滅する。
ナイトメア（Nightmare）
セクター5-ARCで飼育・研究されていた半機械生物兵器。6つの目を持つスライムのような頭部生体ユニットと、重力制御装置を内蔵した機械部分で構成されている。
空中を浮遊移動しながら腕に内蔵された3連装式のビームキャノン砲と独特の軌道で追尾する突進で攻撃を行う他、重力を操る能力を持ち、強力な超重力場を発生してサムスの動きを妨害したり、ミサイル攻撃を飛行不能にすることができる。また、機体下部の重力制御装置を破壊されると頭部装甲が除去され、露出した本体が弱点となる第2形態に移行する。ダメージが蓄積されると、Xの擬態が不安定になるのか、顔が徐々に溶け崩れていく。Xが擬態しているのは生体部のみで、撃破すると両腕が外れ、残った胴体部分がコアXとなる。
実は銀河連邦軍の一部過激派がスペースコロニー・ボトルシップで違法に開発した生体兵器であり、時系列的には『アザーエム』で初登場してサムスに撃破された当時の個体が、秘密裏にB.S.Lに回収・保管されていた。故に旧銀河連邦軍によって開発されたという説明はボトルシップの不祥事の事を指している模様であり、サムスも初めて遭遇したわけではないことが後付されている。
撃破後、グラビティスーツ能力が覚醒する。
ボクス（B.O.X.）（2回目）
コアユニット（生体である脳組織）にXが寄生したことで破壊活動を行っていた事が判明し、セクター6-NOCの浸水エリアで再び戦う事となる。
装甲は破壊された状態のままだが、Xが自己強化を行った結果、火器が焼夷爆弾から高威力の追尾性小型ミサイルに変更されている。ただし小型ミサイルはビーム攻撃で破壊する事ができる。
ボクスの破損個所から漏電した超高電圧の電流の影響により、水に触れるとダメージを受けてしまう。また、ジャンプ力も向上し、天井に捕まっていてもボクスのジャンプで体当りされることがある。
Xが擬態しているのは制御部の生体脳のみで、撃破後に歩行ユニットはそのまま爆散する。
撃破後、ウェイブビーム能力が覚醒するが、この能力は擬態時の攻撃には活かされない。
ネオリドリー（Ridley-X）
冷凍保管庫に安置されていたリドリーに擬態したX。生体情報を吸収した際Xが遺伝子組み換えを行い自己強化した影響で、従来のリドリーに比べかなり大柄となっている。
従来のリドリーと同様に口から火炎弾を放出したり、前脚で掴みかかり締め上げたり、先端が槍のように鋭い尾で攻撃を行う。弱点は尾以外の全身だが、耐久力は全ボス中で最も高い。
実は『アザーエム』のスペースコロニー・ボトルシップで偶然復元された個体であり、当時のサムスに撃破された後、クイーンメトロイドに全生命エネルギーを吸収された死骸（ミイラ）が秘密裏にB.S.Lに回収・保管されていたことが後付されている。
撃破後、スクリューアタック能力が覚醒するが、この能力は擬態時の攻撃には活かされない。
SA-X
オペレーションデッキでサムスの前に立ちはだかる。攻撃能力は基本的にアイスビーム（ウェイブビーム付加）の連射攻撃とスクリューアタックの突進攻撃のみだがその破壊力は桁違いであり、さらにチャージしたプラズマビーム以外の攻撃を受け付けない（スクリューアタックは相討ちとなる）。なお、崖つかまりを多用すると、スーパーミサイルを撃って落とそうとすることがある。
アイスミサイルで瞬間的に凍結させることができるが、短時間故に反撃に利用するのは難しい。
ある程度ダメージを受けると巨大な怪物が入り混じった外見の第2形態となり、跳躍して踏みつける単純な攻撃手段に移行する。なお、このコアXを撃破するとすぐに逃亡してしまうため、この時点でアイスビームを入手することはできない。
このSA-Xはシークレットラボの自爆に巻き込まれたものとは別個体であり、アダムの推測であった「SA-Xの増殖」を裏付けている。
オメガメトロイド（Omega Metroid）
惑星SR388に生息していたメトロイドの最終形態。シークレットラボの自爆から逃れた1体がセクター1-SRXで急成長した事で、ドッキングベイで遭遇したサムスに襲いかかる。B.S.L.が惑星SR388に衝突する前に脱出する最中に戦闘となるため制限時間以内に撃破しなければならない。攻撃能力は強靭な前腕による爪の振りかざしのみだが威力は脅威的であり、直撃すると暫く身動きする事ができなくなってしまう（レバガチャ操作で回復を早める事はできる）。
フュージョンスーツの特性上、メトロイドの弱点であるアイスビームが使用できない（アイスミサイルも無効化してしまう）ためサムスを境地に追い詰めるが、天敵のメトロイドを倒す本能に従い現れたSA-Xが瀕死のサムスを無視して乱入、最終的に返り討ちにあったSA-Xをサムスが吸収し本来のパワードスーツの能力･体質を取り戻したことでアイスビームが覚醒し、それによって有効なダメージを与えることができる。
本作で唯一Xの擬態した生命体ではない敵キャラクターである。なお、メトロイドの成長過程は4段階だが、作中の説明によると幼生体から一足飛びに成体に成長させる技術が確立しているという。終盤のマップ中には幼生体のまま大型化した抜け殻が複数出現し、途中段階の個体に遭遇することはない。

## 移植版
| No. | タイトル                                      | 発売日                     | 対応機種        | 開発元 | 発売元 | メディア                            | 型式 | 備考                                          | 出典                    |
| --- | --------------------------------------------- | -------------------------- | --------------- | ------ | ------ | ----------------------------------- | ---- | --------------------------------------------- | ----------------------- |
| 1   | メトロイドフュージョン                        | 2011年12月16日             | ニンテンドー3DS | 任天堂 | 任天堂 | ダウンロード (バーチャルコンソール) | -    | アンバサダー・プログラム対象者への配信 非売品 | [ 2 ]                   |
| 2   | メトロイドフュージョン                        | 2014年4月30日 2014年4月3日 | Wii U           | 任天堂 | 任天堂 | ダウンロード (バーチャルコンソール) | -    |                                               | [ 3 ]                   |
| 3   | ゲームボーイアドバンス Nintendo Switch Online | 2023年3月9日               | Nintendo Switch | 任天堂 | 任天堂 | ダウンロード                        | -    |                                               | [ 4 ] [ 5 ] [ 6 ] [ 7 ] |

## 漫画
講談社の漫画雑誌『コミックボンボン』2003年4月号に本作のコミカライズが読み切りで掲載された。作者は出月こーじ。メトロイドシリーズのコミカライズ作品『メトロイド サムス&ジョイ』の単行本1巻に収録されている。